# Cyril Bondi
Cyril Bondi (* 1980) ist ein Schweizer Jazz- und Improvisationsmusiker (Schlagzeug, Perkussion) und Bandleader.

## Leben und Wirken
Bondi betätigte sich seit 1994 als Schlagzeuger und Perkussionist und erhielt Unterricht bei Alain Frey. Seit 1998 studierte er bei Raùl Esmerode am Genfer Konservatorium, wo er 2002 sein Diplom erwarb, und beschäftigte sich mit Jazz in den Ateliers der Genfer Association pour l'Encouragement de la Musique Improvisée. Zunächst war er Gründungsmitglied der Formation l’ironie du son, mit der vier Alben entstanden. Daneben setzte er sich mit improvisierter Musik auseinander und spielte u. a. mit Otomo Yoshihide, Gabriel Zufferey und Guillaume Perret. Mit Gaël Riondel und dem Elektroakustiker d’incise gründete er das Trio diatribes, das ein Album veröffentlichte und auf Tourneen durch Polen (2006) und Italien (2007) ging.  Des Weiteren trat Bondi auf verschiedenen Festivals auf, wie Jazz Contreband, Balelec 05, Cully Jazz Festival off, Festival Electron und dem Festival AMR aux Cropettes. Bondi ist Gründungsmitglied der Jazz-Band Plaistow und arbeitete im Duo mit Yann Leguay in der Formation komatsu; ferner spielte er u. a. mit Christophe Berthet, Vinz Vonlanthen, Jacques Demierre, Christof Knoche, Jonas Kocher und Ernesto Rodrigues. Er ist zudem Organisator und Leiter des Insub Meta Orchestra und einer der Koordinatoren der Plattform Insub.org.

## Insub Meta Orchester
Das Insub Meta Orchester wurde 2010 gegründet und ist aus dem Verein und Label Insubordinations hervorgegangen, in dem seit 2006 Improvisationsmusik veröffentlicht wird. Zu den regelmässigen Mitgliedern des Orchesters gehört eine Gruppe von 45 Musikern aus der Schweiz und anderen Ländern. „Nach mehr als zwanzig Konzerten und zwei Residenzen ist es dem IMO gelungen, einen eigenen und unverwechselbaren Ansatz der Grossgruppenimprovisation zu entwickeln. Das IMO spielt eine Musik, in der die Instrumente ihre klassischen Funktionen und Klänge zugunsten abstrakt lautlicher Artefakte aufgeben und folglich in nicht hierarchisch determinierten Beziehungen zueinander stehen.“

## Diskographische Hinweise
- Christophe Berthet, Vinz Vonlanthen, Cyril Bondi – Silo (Leo Records, 2012)
- Cyril Bondi, D'incise, Jacques Demierre, Jonas Kocher – Öcca (Bocian Records, 2013)
- Cyril Bondi – The Foil (Drone Sweet Drone Records, 2013)